# Hôpital Saint Jean de Dieu (Esplugues de Llobregat)
L'Hôpital Saint Jean de Dieu (Sant Joan de Deu en catalan) est un hôpital universitaire espagnol, spécialisé en pédiatrie, gynécologie et obstétrique. Fondé originellement en 1867 à Barcelone, il est considéré comme un hôpital de la capitale catalane, bien que ses installations soient situées depuis 1973 sur la commune voisine d'Esplugues de Llobregat.